# Prosimulium harrisoni
Prosimulium harrisoni är en tvåvingeart som först beskrevs av Freeman och Meillon 1953.  Prosimulium harrisoni ingår i släktet Prosimulium och familjen knott. Inga underarter finns listade i Catalogue of Life.